# 近藤書店
近藤書店（こんどうしょてん）は、東京都中央区に本部を持つ書店。
1883年に書肆春祥堂近藤書店の名で初代近藤音二郎が創立した。北村透谷の『楚囚の詩』を出版したことで知られる。創業以来、「知は力なり」をキーワードに営業を続けており、ブックカバーにはこの言葉が記されている。各店舗ごとに、その店舗や地域に合った分野に力を入れている。例えばカレッタ汐留店では、電通本社ビルの中ということで、広告関連、また汐留という地域柄、グルメ関連を重点においている。

## 店舗
- 本部 - 東京都中央区銀座
- カレッタ汐留店 - 東京都港区東新橋 （閉店）
- 聖路加病院ガーデン店 - 東京都中央区明石町 （閉店）
- 新宿パークタワー店 - 東京都新宿区西新宿　（閉店）
- 朝日店 - 東京都中央区築地　（閉店）
- 読売店（読売新聞社員専用店舗） - 東京都千代田区大手町（閉店）